# Tor项目
Tor项目公司是一个位于西雅图的501(c)(3)研究-教育非营利组织，由计算机科学家羅傑·丁格爾定、尼克·馬修森和其他五人创立。Tor项目主要负责维护Tor匿名网络的软件。

## 历史
Tor项目是由计算机科学家羅傑·丁格爾定、尼克·馬修森和其他五人于2006年12月创立。电子前哨基金会（EFF）在早期充当了Tor项目的财政赞助商，Tor项目的早期财政支持者包括美国国际广播局、Internews、人权观察、剑桥大学、谷歌和荷兰的Stichting NLnet。
2014年10月，Tor项目聘请了公共关系公司Thomson Communications，以改善其公共形象（特别是关于"暗网"和"隐藏服务"的术语），并向记者介绍Tor的技术方面。
2015年5月，Tor项目结束了Tor云服务。
2015年12月，Tor项目宣布它已经聘请了電子前哨基金會的前执行董事Shari Steele为其新执行董事。自2015年5月以来一直担任临时执行董事的羅傑·丁格爾定仍然在Tor项目担任董事和董事会成员。当月晚些时候，Tor项目宣布，开放技术基金将赞助一个由HackerOne协调的漏洞赏金计划。该计划最初只接受邀请，重点是寻找Tor项目应用中的特定漏洞。
2016年5月25日，核心开发者、Tor项目的公众形象代言人Jacob Appelbaum卸任；6月2日，Tor在一份两行声明中宣布了此事。在接下来的几天里，一些人公开了关于性虐待的指控。6月4日，Tor项目的执行董事Shari Steele发表声明说，最近关于阿佩尔鲍姆的性虐待指控与 "我们中的一些人一段时间以来听到的传言一致"，但她断言，"......最近的指控比我们之前听到的都要严重和具体"。阿佩尔鲍姆谴责这些指控是破坏其声誉的一致策略的一部分。
2016年7月13日，Tor项目的全部董事会成员--梅雷迪斯-霍本-邓恩、伊恩-戈德堡、朱利叶斯-米滕兹维、拉比-罗伯-托马斯、温迪-塞尔泽、罗杰-丁莱丁和尼克-马修森--被替换成马特-布雷兹、辛迪-科恩、加布里埃拉-科尔曼、莱纳斯-诺德伯格、梅根-普莱斯和布鲁斯-施奈尔。
2016年7月，Tor项目宣布了由一名私人调查员领导的为期七周的调查结果。对雅各布-阿佩尔鲍姆的指控被确定为是准确的，沙里-斯蒂尔指出，虽然他们 "尽了一切努力 "公平对待阿佩尔鲍姆先生，"我们确定对他的指控似乎是真实的"。调查的结论是，"托尔项目内外的许多人都报告了被雅各布-阿贝尔鲍姆羞辱、恐吓、欺凌和惊吓的事件"，而且 "有几个人经历了他不想要的性攻击行为"。另外两个参与不当行为的不具名人士本身已不再是项目的一部分。在体制上，尽管不是一个自上而下的管理组织，并且与其他组织的志愿者和雇员一起工作，但新的董事会已经批准了一项新的反骚扰政策，以及利益冲突政策、提交投诉的程序和内部投诉审查程序。起初，这一事件在更广泛但仍然紧密的隐私社区中引起了分裂，一些人为阿佩尔鲍姆辩护，另一些人则提出了更多指控。
这一事件仍有争议，在Tor社区内有相当多的异议。
2020年，由于COVID-19的大流行，Tor项目的核心团队放走了13人；保留了22人。

## 资金
截至2012年，Tor项目200万美元的年度预算中，80%来自美国政府，其中美国国务院、广播理事会和国家科学基金会是主要捐助方，"以帮助独裁国家的民主倡导者"。瑞典政府和其他组织提供了另外20%的资金，包括非政府组织和数以千计的个人赞助商。丁列明说，美国国防部的资金更类似于研究拨款，而不是采购合同。Tor执行董事安德鲁-卢曼说，即使接受了美国联邦政府的资金，Tor服务也没有与美国国家安全局合作，透露用户的身份。
2016年6月，Tor项目获得了Mozilla的开源支持计划（MOSS）的奖励。该奖项是 "为了大大加强Tor网络的计量基础设施，以便可以监测网络的性能和稳定性，并酌情作出改进"。

## 工具
- Metrics Portal

Tor网络的分析，包括其可用带宽和估计用户群的图表。对于对Tor的详细统计数据感兴趣的研究人员来说，这是一个伟大的资源。
- Nyx

一个用于监控和配置Tor的终端（命令行）应用程序，旨在为命令行爱好者和SSH连接服务。它的功能很像系统使用的top，提供有关Tor的资源利用率和状态的实时信息。
- Onionoo

基于网络的协议，了解当前运行的Tor中继器和桥接器。
- OnionShare

一个开源工具，允许用户安全和匿名地分享任何大小的文件。
- OONI（网络干扰开放观测站）

一个全球观察网络，监测网络审查，旨在使用开放的方法收集高质量的数据，使用自由和开源软件（FL/OSS）来分享关于世界上各种类型、方法和数量的网络篡改的观察和数据。
- Orbot

与保卫者项目合作，为谷歌安卓设备提供Tor，取代了已被废弃的Orfox。
- Orlib

一个供任何Android应用程序使用的库，通过Orbot/Tor路由互联网流量。
- 可插拔传输 (PT)

有助于规避审查制度。转换客户端和网桥之间的Tor流量。这样一来，监控客户端和网桥之间流量的审查员将看到看起来很无辜的转换流量，而不是实际的Tor流量。
- Relay Search

提供Tor网络概述的网站。
- Shadow

这是一个离散事件网络模拟器，以插件的形式运行真正的Tor软件。Shadow是一个开源软件，能够实现准确、高效、可控和可重复的Tor实验。
- Stem

Python库用于编写与Tor互动的脚本和应用程序。
- Tails 操作系统

预先配置好的实时CD/USBLinux发行版，使所有的东西都能安全地通过Tor传输，并且不在本地系统上留下任何痕迹。
- TorBirdy

用于雷鸟和相关*鸟分叉的Torbutton。
- Tor浏览器

这是Mozilla Firefox的定制版，使用洋葱路由进行匿名浏览，并具有与Tor任务一致的其他功能。
- Tor

自由软件和开放网络可以帮助用户抵御流量分析，这是一种威胁到个人自由和隐私、机密商业活动和关系以及国家安全的网络监控形式。
- txtorcon

基于Python和Twisted事件的Tor控制协议的实现。单元测试、状态和配置抽象、文档。它可以在PyPI和Debian中使用。

## 认可度
2011年3月，Tor项目获得了自由软件基金会的2010年社会效益项目奖。奖状上写道："通过使用自由软件，Tor已经使全世界大约3600万人在互联网上体验到访问和表达的自由，同时使他们能够控制自己的隐私和匿名性。它的网络已被证明在伊朗和最近的埃及的持不同政见者运动中发挥了关键作用。"
2012年9月，The Tor Project与Jérémie Zimmermann和Andrew Huang一起获得2012年EFF先锋奖。
2012年11月，《外交政策》杂志将丁列明、马休森和西弗森列入其 "为举报人提供安全网络 "的全球100名顶级思想家。
2014年，羅傑·丁格爾定、尼克·馬修森和保羅·西弗森因其题为 "Tor "的论文获得USENIX时间测试奖。第二代洋葱路由器"，该论文发表在2004年8月的第13届USENIX安全研讨会论文集上。